# Lunax
Lunax korábbi község Franciaországban, Haute-Garonne megyében. Lakosainak száma 64 fő (2018. január 1.). Lunax Nénigan, Péguilhan, Lalanne-Arqué és Saint-Blancard községekkel határos.
2017. január 1-jén egyesült a régi Péguilhan községgel és az így létrejött Péguilhan új község része lett.

## Népesség
A település népességének változása:
| Lakosok száma | 104  | 80   | 73   | 67   | 56   | 61   | 65   | 65   | 66   | 64   |
|               | 1968 | 1975 | 1982 | 1990 | 1999 | 2011 | 2013 | 2015 | 2017 | 2018 |